# West Chester Golden Rams
Los West Chester Golden Rams (Carneros dorados de la Universidad de West Chester) es el equipo deportivo que representa a la West Chester University ubicada en la ciudad de West Chester, Pensilvania en la NCAA Division II como miembro de la Pennsylvania State Athletic Conference (PSAC).

## Deportes
El equipo cuenta con 23 secciones deportivas:
| Masculino - Béisbol - Baloncesto - Cross-Country - Fútbol Americano - Golf - Fútbol - Natación y Clavados - Tenis - Atletismo | Femenino - Baloncesto - Porrismo - Cross-Country - Hockey sobre hierba - Golf - Gimnasia - Lacrosse - Rugby - Fútbol - Softbol - Natación y Clavados - Tenis - Atletismo - Voleibol |

## Campeonatos Nacionales

### NCAA
| Asociación | División         | Deporte                 | Año  | Rival        | Resultado |
| ---------- | ---------------- | ----------------------- | ---- | ------------ | --------- |
| NCAA       | Pre-Division (1) | Fútbol Masculino (1)    | 1961 | Saint Louis  | 2-0       |
| NCAA       | Division II (7)  | Béisbol (2)             | 2012 | Delta State  | 9–0       |
| NCAA       | Division II (7)  | Béisbol (2)             | 2017 | UC San Diego | 5-2       |
| NCAA       | Division II (7)  | Hockey Sobre Hierba (3) | 2011 | UMass Lowell | 2–1       |
| NCAA       | Division II (7)  | Hockey Sobre Hierba (3) | 2012 | UMass Lowell | 5–0       |
| NCAA       | Division II (7)  | Hockey Sobre Hierba (3) | 2019 | Saint Anselm | 2–1       |
| NCAA       | Division II (7)  | Lacrosse Femenil (2)    | 2002 | Stonehill    | 11–6      |
| NCAA       | Division II (7)  | Lacrosse Femenil (2)    | 2008 | C.W. Post    | 13–6      |

### AIAW/DGWS
Antes de que los deportes femeniles fuera reconocidos por la NCAA, los equipos de la West Chester Universitycompetían a nivel nacional en la Association for Intercollegiate Athletics for Women (AIAW) y sus predecesores, la Division for Girls' and Women's Sports (DGWS) y la Commission on Intercollegiate Athletics for Women (CIAW).
| Asociación | División   | Deporte              | Año  | Rival            | Resultado |
| ---------- | ---------- | -------------------- | ---- | ---------------- | --------- |
| AIAW       | Division I | Baloncesto Femenil   | 1969 | Western Carolina | 65-39     |
| AIAW       | -          | Lacrosse Femenil (4) | 1975 | Ursinus          | 2-1 (ps)  |
| AIAW       | -          | Lacrosse Femenil (4) | 1976 | Ursinus          | 2-0       |
| AIAW       | -          | Lacrosse Femenil (4) | 1977 | Ursinus          | 1-0       |
| AIAW       | -          | Lacrosse Femenil (4) | 1978 | Delaware         | 3-2       |
| DGWS       | -          | Natación y Clavados  | 1972 | -                | -         |

## Atletas Destacados
- Geno Auriemma (B.A. 1981) - Entrenador del equipo femenil de baloncesto de la University of Connecticut
- Timothy Ferkler -(B.A. 1986) Quarterback campeón nacional en 1984
- John Edelman - Ex-lanzador de la MLB
- Pat Kelly - Jugador de la Major League Baseball - Segunda base de los New York Yankees
- John Mabry - jugó 14 años en la MLB
- Cathy Rush (B.S. 1968, M.Ed. 1972) - Fue entrenadora del equipo femenil de baloncesto de la Immaculata University
- Joe Senser (1979) - exjugador de la NFL, tight end de los Minnesota Vikings
- Ralph Tamm (B.S. 1988) - Exjugador de la NFL, offensive guard
- Marian Washington (1970) - Dirigió al equipo femenil de baloncesto de la University of Kansas
- Mike Washington – En 2008 ganó el premio otorgado por la Philadelphia Sports Writers Association "Outstanding Amateur Athlete"\
- Joey Wendle - Major League Baseball All-Star por los Tampa Bay Rays
- Don Williams (1963) - delantero que en 1961 ganó el campeonato nacional de fútbol, 3 veces All-American
- Lee Woodall (1993) - exjugador de la NFL como linebacker de los San Francisco 49ers
- Jerry Yeagley (1961) - Dirigió a Indiana University a 5 campeonatos nacionales de fútbol de la NCAA